# Société internationale de télécommunications aéronautiques
La Société internationale de télécommunications aéronautiques, in acronimo SITA, è una società internazionale di telecomunicazioni per il settore del trasporto aereo.
La  SITA fu fondata nel 1949 da undici compagnie aeree: Air France, KLM, Sabena, Swissair, TWA, British European Airways Corporation (BEAC), British Overseas Airways Corporation (BOAC), British South American Airways (BSAA), Swedish A.G.Aerotransport, Danish Det Danske Luftfartselskab A/S e Noweigan Det Norske Luftfartselskap. Alitalia fu una partecipante dell'azienda.
La SITA serve attualmente più di 550 membri in tutto il mondo, essi includono più di 500 compagnie aeree, aeroporti, aziende aerospaziali, organizzazioni di trasporto aereo e governi.